# Reportero-camarógrafo

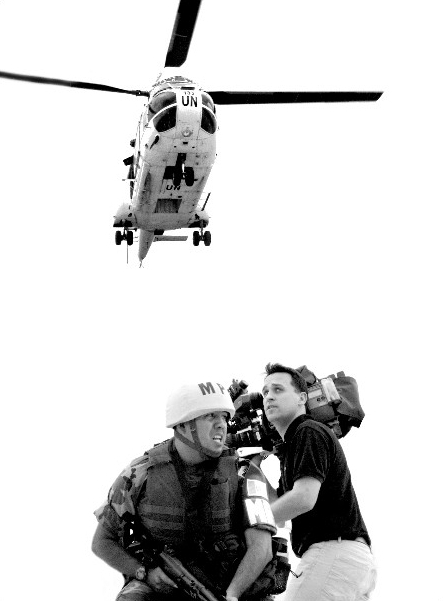
Misión de la MINUSTAH en 2007 con un reportero-cameraman

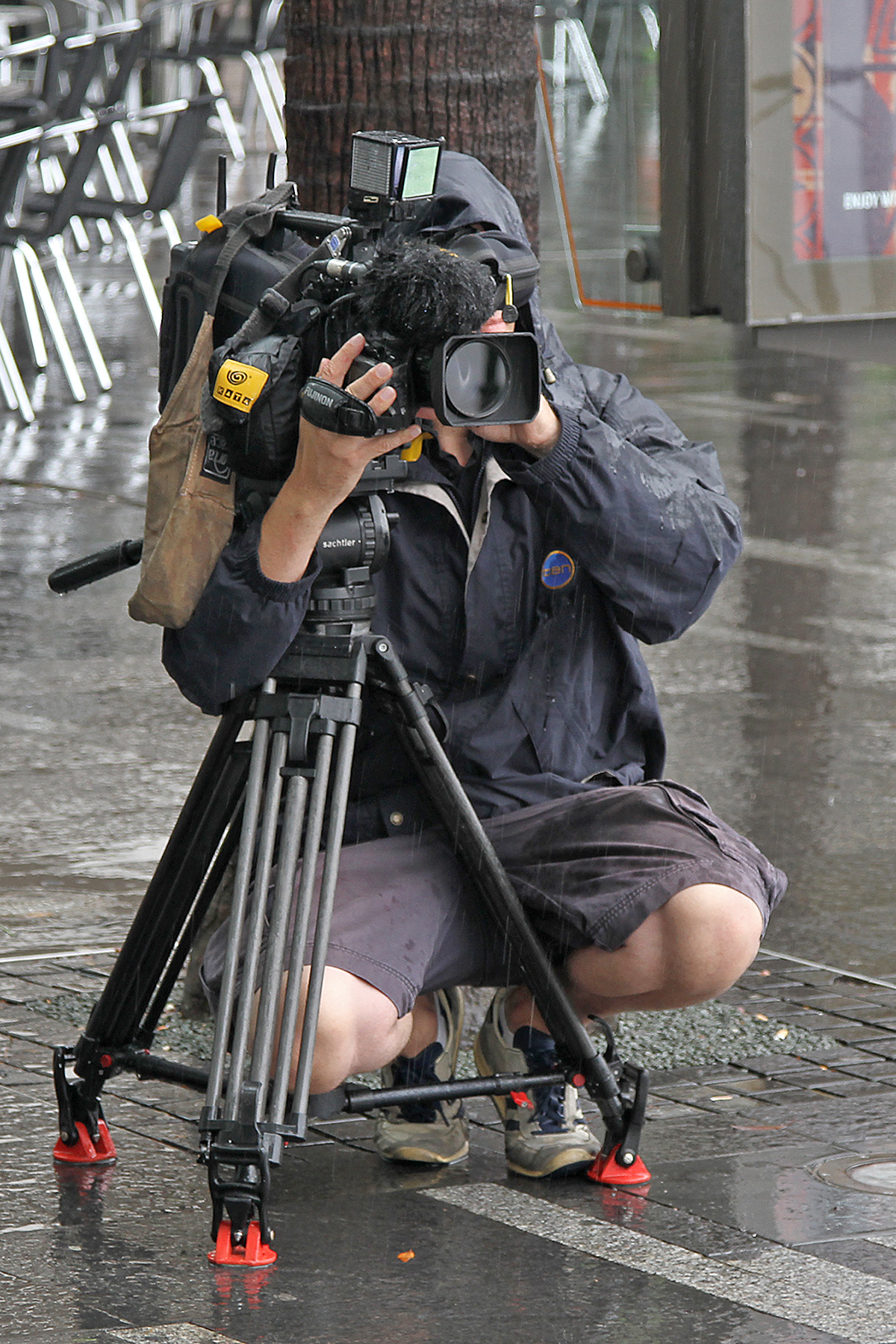
Operador de cámara preparando una toma

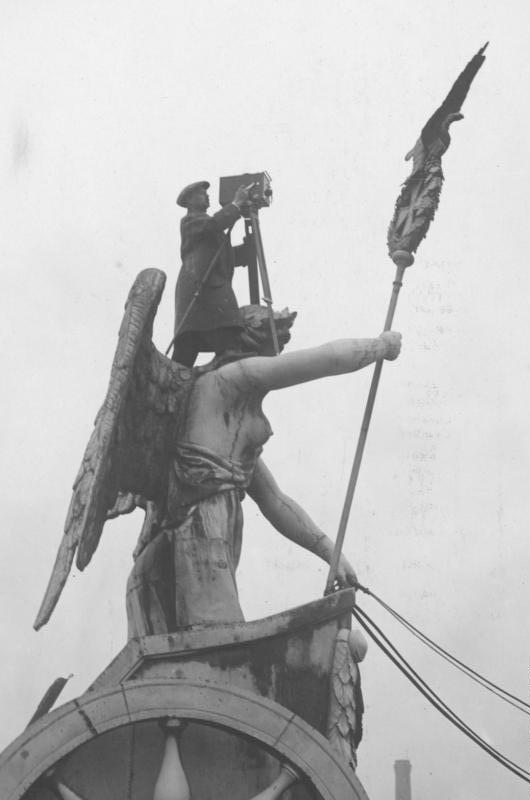
Un camarógrafo sobre la Puerta de Brandeburgo en 1926

El periodista reportero de imágenes, o JRI por la sigla en francés de Journaliste Reporter d'Images o Journaliste-Réalisateur d’Images, es un periodista de televisión o de agencia de imágenes-vídeo. Francia es el único país que reconoce esta especialidad periodística, ya que en otros países priman otros criterios y también otra terminología (cameraman de producción, camarógrafo, operador de cámara, etc).
El trabajo referido a esta especialidad, consiste en desplazarse en el lugar de los hechos o de la entrevista, para allí filmar imágenes, y eventualmente escribir comentarios y observaciones, o grabar una nota, realizar el respectivo montaje del material obtenido, etc, lo que por cierto es lo usual en el caso de noticias televisadas o de preparación de material para un magacín que incluye reportajes.

## Tareas englobadas y acreditaciones
Bien que el aludido es un trabajo polivalente, el reportero-cameramen (JRI) no necesariamente trabaja solo, ya que en ciertos casos puede estar acompañado por un periodista-redactor o un periodista-locutor, o también incluso por un sonidista. De todas maneras, dado el gran número de canales de televisión del momento actual, así como de la potencia y versatilidad de los aparatos electrónicos digitales (o numéricos) hoy día disponibles, ciertos JRI con frecuencia aseguran por sí solos la totalidad de las tareas, o sea, en principio atendiendo principalmente al reportaje en sí mismo o a las tomas que se requieran, aunque también ocupándose del registro de sonidos y del posterior montaje.
Generalmente, el reportero-camarógrafo trabaja en la redacción de las noticias televisadas, cumpliendo su trabajo en forma versátil, y ajustándose al presupuesto disponible y a las normativas de la emisora.
En lo relativo a las tres grandes cadenas francesas de televisión, TF1, France 2, y France 3, principalmente el reportero-camarógrafo se encarga allí de las filmaciones, y a veces también del comentario de introducción al reportaje que estuvo a su cargo. En las cadenas privadas de televisión, muchas veces se aplica otra política y otros procedimientos, y lo usual, es que en ese marco la misma persona haga tanto las tomas de sonido y de imágenes, así como el montaje posterior, y a veces incluso la retransmisión, o la propia difusión en directo del reportaje (a través de una unidad móvil satelital, o a través de una computadora, o incluso a veces, presentándose él mismo su reportaje y sus experiencias en un plató en estudios centrales).

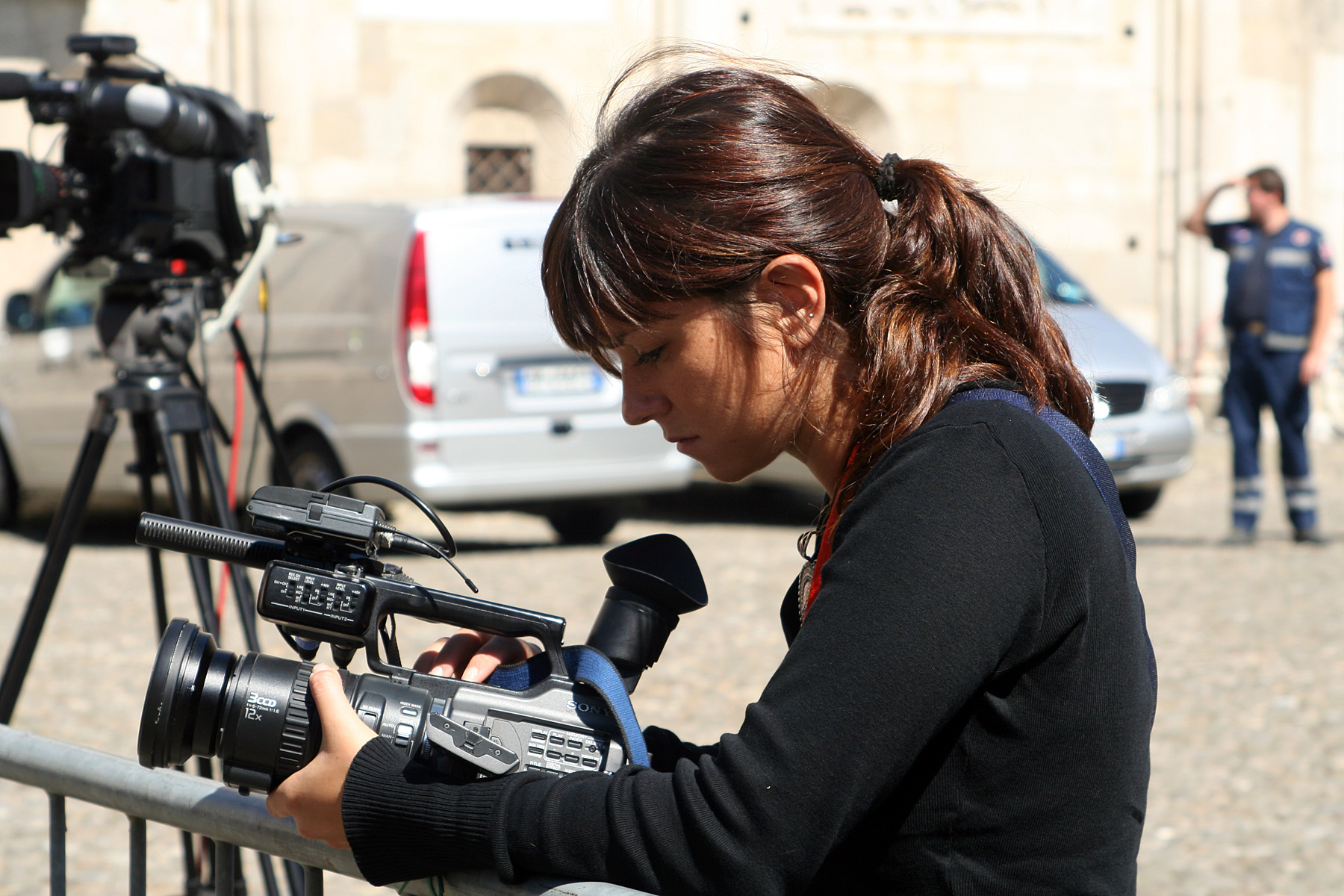
Una reportero-camarógrafa en Modena (Italia, 2007)

El JRI (o Periodista Reportero de Imágenes) también trabaja para agencias de prensa audiovisuales, las que están agrupadas en torno a un sindicato, el SATEV. Algunas de estas empresas tienen más de veinte años de existencia : CAPA, Galaxie presse, Sunset, Tony Comiti productions. Naturalmente otras son más recientes, como por ejemplo : Camicas, Découpages, TSVP. Todas estas agencias generalmente trabajan en formatos largos, entre 26 y 90 minutos, para emisiones tales como Des racines et des ailes (France 3), Envoyé spécial (France 2), Zone interdite (M6), etc, en colaboración con las redacciones internas de las cadenas. 
El JRI posee estatuto de periodista, al menos en Francia, y siempre es portador de un carné de prensa (carte de presse o press pass). En algunos casos podría ser alternativamente portador de una tarjeta de becario o de pasante, pero ello no es lo usual dada su especialización en las imágenes. En 1984 y en Francia, el término JRI (o Journaliste Reporter d'Images) remplazó a las denominaciones reporter o cameraman, ya que por resolución ministerial, se decidió suprimir todo término « franglais » en la definición de las profesiones. Una denominación alternativa en francés aún más antigua es « cadreur », y eso ocurría en una época en la que el estatuto obligaba a que este tipo de trabajador tuviera la categoría de técnico, no asimilable a periodista.
Para trabajar, un profesional de la clase que aquí se analiza, necesita el carné de identidad profesional y el carné de prensa, pero para obtenerlos es necesario estar trabajando (o sea, que no se pueden solicitar estas credenciales con anticipación).

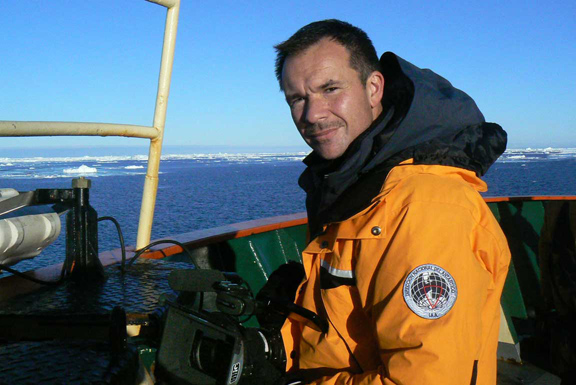
Saša Petricic, un videoperiodista en reportaje a la Antártida (marzo de 2007)

En Francia existe una asociación que agrupa a los JRI llamada La compagnie du filament, que busca favorecer el reconocimiento de esta profesión. Los periodistas-reporteros de imágenes pueden llegar a ser conocidos y respetados reporteros, tal como lo logran ser algunos redactores en jefe, o jefes de edición, o responsables de edición, o jefes de planificación, o periodistas de crónica roja, etc. Según los casos, los JRI son representados por diferentes sindicatos profesionales, y algunos incluso pertenecen a más de una asociación de periodistas, pues también cuentan las especializaciones (léase association des journalistes sportifs, français, européens, du patrimoine, scientifiques, de la Défense nationale, además de por cierto Reporters Sans Frontières, etc). 
El JRI puede considerarse como un periodista especializado en imágenes, y su formación inicial es la misma que la del redactor). Su formación requiere "escuelas de periodismo" reconocidas, que otorgan un master (una maestría) en periodismo, y un diploma universitario suplementario para los JRI. La duración de este tipo de estudios es de un mínimo de dos años en las escuelas de redactores, y un año suplementario para la especialización en imágenes. Para acceder a esta formación, previamente es necesario tener el bachillerato (baccalauréat en francés), y/o aprobar un examen específico de admisión (y ello depende del establecimiento de enseñanza elegido).
Después de aprobar este nivel, algunos estudiantes continúan y obtienen un doctorado en información o en ciencias de la información y la comunicación. En Francia también existe un sistema denominado Valorisation des Adquis de l'Expérience (VAE), que permite a aquellos que no hicieron o no terminaron los cursos de periodismo, de todas maneras obtener un reconocimiento y la correspondiente constancia, a través de su propia experiencia profesional acumulada. Este procedimiento VAE por cierto depende de la institución que lo otorga, pero en líneas generales consiste en constituir un dossier, y pasar frente a una comisión universitaria, integrada por representantes de su propia profesión y especialización, así como por otras personalidades de la sociedad civil. El tener un diploma profesional o una acreditación como la recién indicada, puede llegar a tener su importancia, ya que puede influir sobre el salario del trabajador y/o sobre sus posibilidades de ascenso.